# Piotr Baron (żużlowiec)
Piotr Baron (ur. 5 lutego 1974 w Toruniu) – polski żużlowiec i trener sportu żużlowego.

## Kariera sportowa
Wychowanek Jana Ząbika, licencję żużlową zdobył w 1990 roku, choć pierwotnie miał zostać hokeistą.
W rozgrywkach z cyklu Drużynowych Mistrzostw Polski startował w latach 1990–2002, reprezentując kluby Apatora Toruń (1990), GKM Grudziądz (1991, 2000), Sparty (WTS) Wrocław (1992–1999, 2002) oraz TŻ Opole (2001). Jest sześciokrotnym medalistą DMP, czterokrotnie złotym (1990, 1993, 1994, 1995), srebrnym (1999) oraz brązowym (2002). Oprócz tego, czterokrotnie zdobywał medale w Młodzieżowych Drużynowych Mistrzostwach Polski (złotym – 1990, srebrnym – 1991, dwukrotnie brązowym – 1992, 1993), jak również trzykrotnie w Drużynowym Pucharze Polski (złotym – 1995, dwukrotnie brązowym – 1996, 1998). W 1995 r. zdobył w Częstochowie tytuł Wicemistrza Polski Par Klubowych.
Dwukrotnie startował w finałach Indywidualnych Mistrzostw Świata Juniorów (Pardubice 1993 – IV m., Elgane 1994 – IX m.), był również reprezentantem Polski w rozegranym w 1993 r. w Vojens finale Mistrzostw Świata Par (V m.). Trzykrotnie startował w finałach Indywidualnych Mistrzostw Polski (najlepsze wyniki: 1992 i 1993 – VI m.), jak również pięciokrotnie – w finałach Młodzieżowych Indywidualnych Mistrzostw Polski (najlepszy wynik: 1994 – IV m.). W swoim dorobku posiada również Brązowy (1993) oraz Srebrny Kask (1994). W 1998 r. zajął III m. w Memoriale Ryszarda Nieścieruka we Wrocławiu.
Po zakończeniu kariery był m.in. komentatorem żużlowych rozgrywek w sportowych kanałach Polsat Sport oraz TVP Sport. W latach 2011-2016 był menedżerem Betardu Sparty Wrocław. 7 września 2016 roku złożył rezygnację ze stanowiska.
30 września 2016 podpisał 2-letni kontrakt z Fogo Unią Leszno, gdzie na stanowisku menedżera zastąpił Adama Skórnickiego.
Od sezonu 2024 objął posadę menadżera w klubie KS Apator Toruń.